# Kayin
Kayin is een staat van Myanmar. De hoofdstad is Hpa-an.
Kayin telt naar schatting 1.730.000 inwoners op een oppervlakte van 30.383 km². De meerderheid van de bevolking zijn Karen (volk).

## Bevolking

### Religie
Volgens de Myanmar Census van 2014 vormen boeddhisten, die 80,8% van de bevolking uitmaken, de grootste religieuze gemeenschap in Kayin. Tot de religieuze minderheidsgemeenschappen behoren christenen (9,1%), moslims (4,3%) en hindoes (0,6%) die gezamenlijk de rest van de bevolking van de regio Kayin vormen. 5% van de bevolking noemde geen religie of andere religies.
| Religieuze samenstelling (2014) | Religieuze samenstelling (2014) | Religieuze samenstelling (2014) | Religieuze samenstelling (2014) | Religieuze samenstelling (2014) |
| ------------------------------- | ------------------------------- | ------------------------------- | ------------------------------- | ------------------------------- |
|                                 |                                 |                                 |                                 |                                 |
| Boeddhisme                      | Boeddhisme                      |                                 | 80,8%                           | 80,8%                           |
| Christendom                     | Christendom                     |                                 | 9,1%                            | 9,1%                            |
| Islam                           | Islam                           |                                 | 4,3%                            | 4,3%                            |
| Animisme                        | Animisme                        |                                 | 0,1%                            | 0,1%                            |
| Hindoeïsme                      | Hindoeïsme                      |                                 | 0,6%                            | 0,6%                            |
| Geen/Overig                     | Geen/Overig                     |                                 | 5,0%                            | 5,0%                            |

## Plaatsen
- Tagondaing